# Piedra branca
Piedra branca é uma micose superficial que afeta os pelos causada por espécies de Trichosporon, encontrados no solo, água, vegetais e pelos de animais em todos continentes. Os pelos infectados desenvolvem nódulos brancos e macios, parecidos com caspa, que eventualmente penetram a cutícula deixando o pelo quebradiço. Quase sempre é um problema cosmético. A piedra branca é encontrada em todo o mundo, mas é mais comum em regiões tropicais ou subtropicais.

## Epidemiologia
Pode afetar qualquer pelo do corpo e é mais comum nas partes tropicais e subtropicais da América do Sul, Europa e Ásia. Não é exclusiva do ser humano, pode afetar diversos mamíferos. 
No Brasil é mais comum entre meninas menores de 6 anos e entre indígenas que usam óleos de plantas no cabelo.

## Tratamento
Raspar os pelos é o método mais simples de tratamento. A aplicação tópica de um derivado de imidazol, como cetoconazol, pode ser usado para evitar a reinfecção.
Em pacientes imunocomprometidos pode causar nódulos púrpuras e pneumonite por hipersensibilidade. 